# Axel Norling
Karl Axel Patrik Norling (Estocolm, 16 d'abril de 1884 – Estocolm, 7 de maig de 1964) va ser un gimnasta suec que va competir a primers del segle xx. Era germà del també medallista olímpic Daniel Norling.
Disputà tres edicions dels Jocs Olímpics, amb un balanç de dos ors i un bronze guanyats. El 1906 va disputar els Jocs Intercalats d'Atenes, en què guanyà la medalla de bronze en la competició del joc d'estirar la corda. En aquests mateixos Jocs disputà la prova de salts des de plataforma, en què acabà en 16a posició.
El 1908, als Jocs de Londres, va guanyar la medalla d'or en la prova del concurs complet per equips, com a membre de l'equip suec.
Quatre anys més tard, a Estocolm guanyà una nova medalla d'or en el concurs per equips, sistema suec del programa de gimnàstica.